# Hrvatski kalendar (Budimpešta)
Hrvatski kalendar je tradicionalni godišnjak Hrvatske državne samouprave iz Budimpešte.
Izdavač je Hrvatska državna samouprava.

## Poznati suradnici
Zvonimir Bartolić, Stjepan Balatinac, Stjepan Blažetin, Ernest Eperjessy, Ðuro Franković, Ladislav Gujaš, Ladislav Heka, Mijo Karagić, Milica Klaić-Tarađija, Marin Mandić, Mišo Mandić, Živko Mandić, Leona Sabolek, Ðuro Šarošac... 